# Tommy Chong
Tommy Chong est un acteur, humoriste, scénariste, réalisateur, producteur et musicien canadien né le 24 mai 1938 à Edmonton (Canada). Il est principalement connu pour son duo comique Cheech & Chong (en) avec l'acteur Cheech Marin avec qui il tourne de nombreuses comédies sur la marijuana. Il a également incarné durant plusieurs saisons le hippie Leo dans la série télévisée That '70s Show.
Il est le père des actrices Rae Dawn Chong et Robbi Chong et le père adoptif de l'acteur Marcus Chong.

## Biographie
Thomas B. Kin Chong nait à Edmonton, dans la province d'Alberta. Son père, Stanley Chong, est un chauffeur routier d'origine chinoise. Sa mère, Jean Gilchrist, est serveuse et d'origines irlandaise et écossaise. Lorsqu'il est encore jeune, sa famille déménage à Calgary.
Il retourne quelques années plus tard dans sa ville natale où il sort diplômé de la Victoria School of Performing and Visual Arts.
En juin 2009, il annonce qu'il se bat contre un cancer de la prostate et qu'il a décidé de le combattre grâce à l'huile de cannabis. Quelques semaines plus tard, il est diagnostiqué guéri.

## Carrière

### Musique
Dans les années 1960, il joue de la guitare à Calgary dans un groupe nommé The Shades, avec qui il se rend ensuite à Vancouver. Le groupe se renomme alors Little Daddy & The Bachelors et enregistre le single Too Much Monkey Business" / "Junior's Jerk". Avec Bobby Taylor, un membre du groupe, Tommy Chong ouvre en 1963 un night-club appelé le Blues Palace. Ils accueillent alors Ike & Tina Turner, qui ne s'étaient jamais produits à Vancouver.
Alors que son groupe Little Daddy & The Bachelors ne rencontre que peu de succès, Tommy décide d'utiliser un nom plus « radical »: Four Niggers and a Chink (en abrégé Four N's and a C, en français « 4 Nègres et un Chinetoque »). Mais ils décident de finalement s'appeler Bobby Taylor and the Vancouvers.
En 1965, ils signent chez Gordy Records, une filiale de la Motown. Ils enregistrent et sortent leur premier album éponyme. Leur titre Does Your Mama Know About Me, cocomposé par Tommy Chong, se classe 29e au Billboard Hot 100. Après avoir sortis 2 autres singles, Tommy Chong et Wes Henderson sont renvoyés par Clark et le producteur de la Motown Johnny Bristol, pour avoir manqué un concert. Le groupe se sépare peu de temps après même si Chong a essayé de séparer les contrats des autres membres.

### Cheech & Chong
Tommy Chong rencontre alors l'acteur Cheech Marin avec qui il forme le duo comique Cheech & Chong. Ils sortent de nombreux albums de leurs sketches dès 1971. En 1978, ils sont les vedettes de Faut trouver le joint, une comédie sur des fumeurs de marijuana qui devient un film culte. Le film connaît deux suites : Cheech et Chong - La suite (1980) et Gelés ben dur (1981). Ils apparaissent également ensemble dans Barbe d'or et les pirates et After Hours de Martin Scorsese.
En 1985, ils sortent l'album Get Out of My Room, qui contient le titre Born in East L.A., une parodie de Born in the U.S.A. de Bruce Springsteen. Le titre sert de base au film Born in East L.A., écrit, réalisé et joué par Cheech Marin. Le duo se sépare en 1985 et Cheech Marin se tourne vers sa carrière d'acteur en solo.
Ils se retrouvent ensuite à plusieurs reprises, notamment dans la série Nash Bridges en 1997 ou en faisant les voix de l'épisode Tampons en cheveux de Cherokee de la série South Park en 2000.

### L'après Cheech & Chong
Après s'être séparé de son compère Cheech Marin, Tommy Chong est dévasté. Il apparaît cependant dans la série Deux flics à Miami et tourne quelques films.
Il renoue avec le succès en incarnant le personnage de Leo, un hippie gérant d'un magasin de photo, dès la deuxième saison de la série télévisée That '70s Show. Il est également présent dans les saisons 3 et 4. Mais après avoir vendu des pipes à eau (bong) dans un État des États-Unis où c'est illégal, il est condamné à 9 mois de prison. Cela explique la disparition de son personnage dans la série. Il revient en tant qu'invité dans la septième saison, puis retrouve un rôle régulier dans la saison 8 en raison du départ d'Ashton Kutcher ; les producteurs ayant décidé de trouver un autre « idiot récurrent ».
En 1999, il figure dans l’Outro de l’album 2001 de Dr. Dre, et vient en même temps le clore par un court message de 25 secondes.
En 2014 il participe à Dancing with the Stars 19.
En 2019 il participe à The Masked Singer.

### Vie privée
Il a été marié à Maxine Sneed, sœur du batteur Floyd Sneed, de 1960 à 1970. Il aura deux filles avec elle : Rae Dawn Chong (née en 1961) et Robbi Chong (née en 1965). En 1975, il se marie avec Shelby qui lui donnera 3 autres enfants : d'abord une fille, Precious (née en 1968, alors qu'il est toujours marié à Maxine), puis deux fils Paris (né en 1974) et Gilbraun (né en 1980).

## Filmographie

### comme acteur
- 1978 : Faut trouver le joint (Up in Smoke) de Lou Adler et Tommy Chong : Anthony "Man" Stoner
- 1980 : Cheech et Chong - La suite (Cheech & Chong's Next Movie) de Tommy Chong : lui-même
- 1981 : Gelés ben dur (Nice Dreams) de Tommy Chong : lui-même
- 1982 : Pot problème (Things Are Tough All Over) de Thomas K. Avildsen : lui-même / Prince Habib
- 1983 : Still Smokin de Tommy Chong : lui-même
- 1983 : Barbe d'or et les pirates (Yellowbeard) de Mel Damski : El Nebuloso
- 1984 : Corsican Brothers (Cheech & Chong's The Corsican Brothers) de Tommy Chong : le frère corse
- 1985 : Get Out of My Room de Cheech Marin : l'homme
- 1985 : After Hours - quelle nuit de galère (After Hours) de Martin Scorsese : Pepe
- 1986 : Deux flics à Miami (Miami Vice) - Saison 2, épisode 22 : T.R. « Jumbo » Collins
- 1990 : Tripwire de James Lemmo : Merle Shine
- 1990 : Far Out Man (en) de Tommy Chong : Far Out Man
- 1990 : The Spirit of '76 de Lucas Reiner : Stoner
- 1992 : Life After Sex de Serge Rodnunsky : ?
- 1992 : Les Aventures de Zak et Crysta dans la forêt tropicale de FernGully (FernGully: the Last Rainforest) de Bill Kroyer : Root (voix)
- 1995 : Alarme Totale (Senior Trip) de Kelly Makin : Red
- 1997 : McHale's Navy : y a-t-il un commandant à bord ? (McHale's Navy) de Bryan Spicer : Armando / Ernesto
- 1997 : Nash Bridges - Saison 2, épisode 22 : Barry Chen
- 1997 : Sliders : Les Mondes parallèles (Sliders) - Saison 3, épisode 24 : Van Elsinger
- 1998 : Les Fumistes (Half Baked) de Tamra Davis : Squirrel Master
- 1999 : Dharma et Greg (Dharma and Greg) - Saison 3, épisode 8 : Carl
- 1999-2006 : That '70s Show - Saisons 2, 3, 4, 7 et 8 : Leo
- 2000 : South Park - Saison 4, épisode 7 : Chef Running Pinto (voix)
- 2001 : The Wash de DJ Pooh : Dee's Connection
- 2003 : Best Buds : Tommy Chong / Carlos
- 2005 : Secret Agent 420 de Guy Logan : QP
- 2006 : Evil Bong de Charles Band : Jimbo Leary
- 2007 : Une famille du tonnerre (George Lopez) - Saison 6, épisode 9 : M. Gutierrez
- 2008 : Chinaman's Chance d'Aki Aleong : Député Tom
- 2010 : La Revanche du Petit Chaperon rouge (Hoodwinked Too! Hood VS. Evil) de Mike Disa : The Three Little Hench Pigs : Stone
- 2011 : Les Simpson - Saison 22, épisode 16 : lui-même (voix)
- 2014 : Raising Hope : le nouveau copain de Maw Maw (saison 4, épisode 16)
- 2016 : Zootopie de Byron Howard, Rich Moore et Jared Bush : Yax (voix)
- 2019 : Color Out of Space de Richard Stanley : Ezra
- 2019 : Jay and Silent Bob Reboot de Kevin Smith : Alfred
- 2023 : That '90s Show : Leo (invité)
- 2023 : Il était une fois un studio (Once Upon a Studio) de Dan Abraham et Trent Correy : Yax (voix)

### comme scénariste
- 1978 : Faut trouver le joint (Up in Smoke)
- 1980 : Cheech et Chong - La suite (Cheech & Chong's Next Movie)
- 1981 : Gelés ben dur (Nice Dreams) de Tommy Chong
- 1982 : Pot problème (Things Are Tough All Over) de Thomas K. Avildsen
- 1983 : Still Smokin de Tommy Chong
- 1984 : Corsican Brothers (Cheech & Chong's The Corsican Brothers) de Tommy Chong
- 1986 : The Family Martinez (TV) d'Oz Scott
- 1990 : Far Out Man (en) de Tommy Chong
- 2003 : Best Buds de Ken Kuramoto

### comme réalisateur
- 1978 : Faut trouver le joint (Up in Smoke) (non crédité)
- 1980 : Cheech et Chong - La suite (Cheech & Chong's Next Movie)
- 1981 : Gelés ben dur (Nice Dreams)
- 1983 : Still Smokin
- 1984 : Corsican Brothers (Cheech & Chong's The Corsican Brothers)
- 1986 : The Family Martinez (TV) d'Oz Scott
- 1990 : Far Out Man (en)
- 2003 : Best Buds de Ken Kuramoto (non crédité / scènes supprimées)

### comme producteur exécutif
- 1986 : The Family Martinez (TV) d'Oz Scott
- 2003 : Best Buds de Ken Kuramoto

### jeu vidéo
- 2006 : Scarface: The World Is Yours : Hippie (voix)